# Hélio Costa (político)
Hélio Francisco da Costa, mais conhecido como Hélio Costa (Florianópolis, 3 de março de 1954), é um jornalista e político brasileiro, filiado ao Movimento Democrático Brasileiro (MDB).
Nas eleições de 7 de outubro de 2018 foi eleito deputado federal de Santa Catarina na 56ª legislatura, pelo Partido Republicano Brasileiro (PRB).

## Controvérsias

### Erro de Geografia
Em setembro de 2021, Hélio ganhou notabilidade ao falar que o estado do Mato Grosso do Sul ficava na região sul do Brasil.
“Primeiro quero falar que o Mato Grosso do Sul não fica na região Norte. O sudoeste do Mato Grosso do Sul fica na região Sul. O pessoal errou aqui na geografia”, afirmou o deputado.